# Bostadsanvisningslagen
Bostadsanvisningslagen (1980:94) var svensk lag utfärdad 20 mars 1980 och upphävd 1 januari 1988.
Lagen upphävdes 1988 av lag (1987:1274) om kommunal bostadsanvisningsrätt, som i sin tur upphävdes av lag (1993:405) om upphävande av lagen (1987:1274) om kommunal bostadsanvisningslag.
Enligt Boverkets skrift om Sveriges bostadspolitik motiverades lagens upphörande av att den var ett onödigt ingrepp i kommunernas självstyrelse och bostadsmarknaden.